# رهاب الدمى

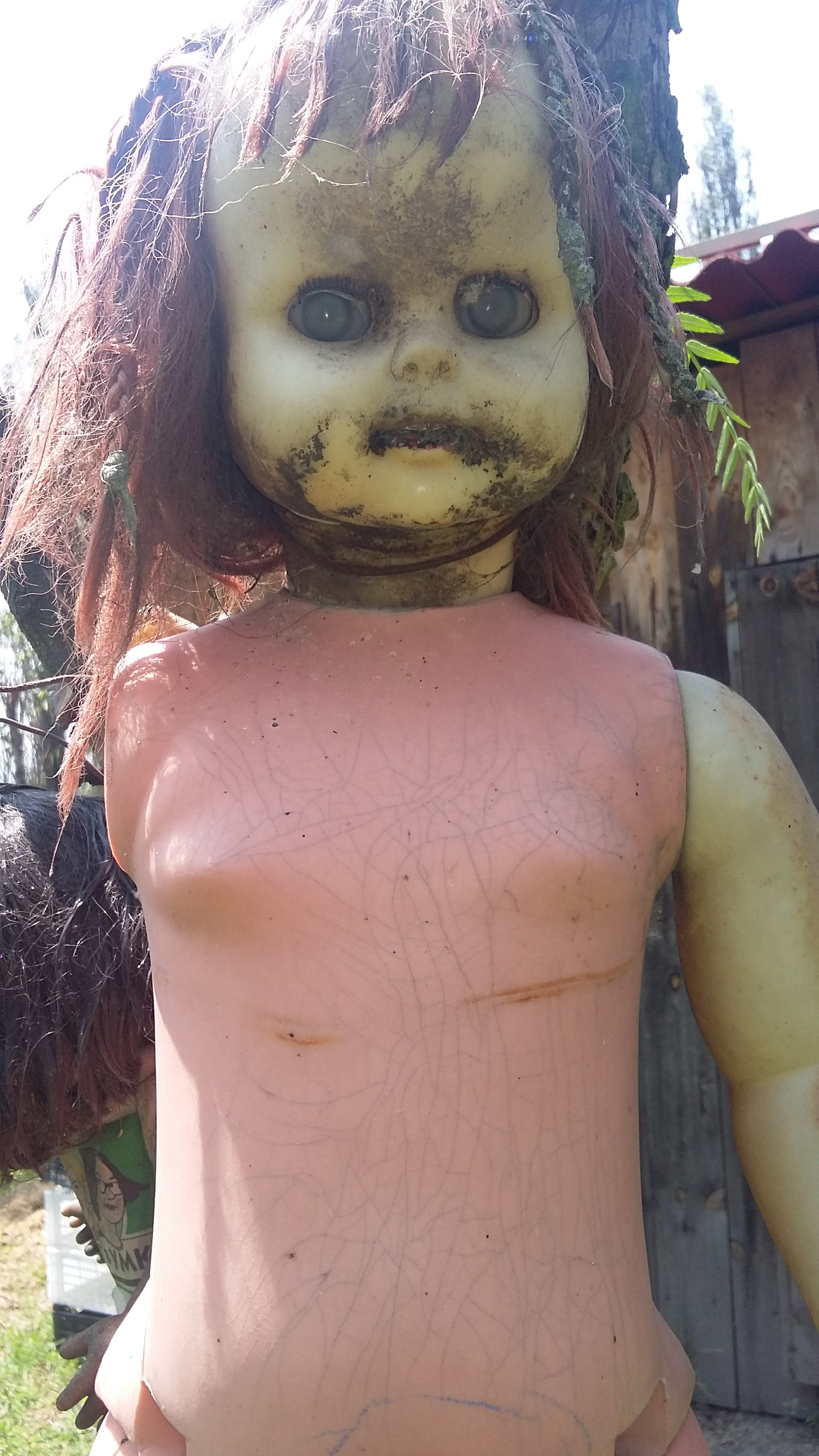
دمية قد تسبب الرهاب لدى البعض

رهاب الدمى بالانجليزية  (Pedophobia)هي حالة من الخوف الاعقلاني من الدمى 
يسمى رهاب الدمى بالبيديوفوبيا وهو الاسم العلمي لهذه الحالة البيديوفوبيا شائعة جداً وقد تكون ناجمة عن موقف مرعب حدث مع الدمى و هذا سبب من الاسباب الشائعة ل حالة البيديوفوبيا او قد تكون ناجمة عن تخيلات في العقل فقد يفسر العقل الدمى على إنها كيان مرعب

## أعراض الإصابة برهاب الدمى
الاعراض يمكن ان تظهر بوضوح جداً فمن الاعراض الشائعة للاصابة برهاب الدمى هو
1. الخوف الشديد الذي يصعب التحكم فيه
2. ضيق وصعوبة في التنفس
3. الارتعاش والتعرق في كافة أنحاء الجسم
4. البكاء والصراخ
5. الغثيان
6. وقد تصل الأعراض إلى الإغماء أو الدوخة

## أسباب الإصابة برهاب الدمى
تتعدد أسباب الإصابة من هذا الرهاب فقد يكون فيلم   احتوى على دمية قاتلة او ملبوسة بالارواح الشريرة او قد تكون قصص خيالية مرعبة عن الدمى او قد تتسبب العوامل الوراثية بانتقال هذا الرهاب من شخص إلى  آخر

## العلاج
مثل أي نوع آخر من أنواع الرهاب، يمكن معالجة هذا النوع من الرهاب عن طريق جلسات العلاج النفسي وقد يتم اللجوء في بعض الأحيان إلى الأدوية الموصوفة
علاج التعرض التدريجي:
يعرف هذا العلاج بأنه أكثر طرق العلاج شيوعًا لمرض الرهاب ويعرف أيضا بالعلاج بالتعرض أو إزالة التحسس المنتظم. يتم هذا العلاج من خلال تعريض الشخص المصاب بالرهاب بشكل تدريجي للدمى. كما يتم تعليم المريض أيضًا تقنيات مختلفة للتعامل مع القلق ، مثل تمارين التنفس والاسترخاء. عادة ما بيكون علاج التعرض بشكل تدريجي. يقوم المعالج الخاص أو الطبيب النفسي بعرض صورة لدمى مختلفة على المصاب وممارسة تقنيات الاسترخاء معه. لاحقًا، بحضور الطبيب، يصبح بإمكان المريض مشاهدة مقطع فيديو قصير عن الدمى، ومرة أخرى يتم تكرار تقنيات التنفس والاسترخاء. أما في آخر مرحلة، يقوم الطبيب بوضع المرايض في نفس الغرفه مع دمية حقيقية طبعا دون نسيان أداء تمارين الاسترخاء.
قد يلجأ أخصائيو الصحة العقلية أيضًا إلى أنواعٍ أخرى من العلاج لمساعدة المريض على تغيير خوفه اللاعقلاني إلى منظور أكثر منطقية للدمى من خلال بعض العلاجات مثل :
- العلاج السلوكي المعرفي
- العلاج الأسري
- العلاج الافتراضي، حيث يمكن للمريض التفاعل مع الدمى باستخدام الحاسوب أو تقنيات العالم الافتراضي(VR)

التنويم المغناطيسي:

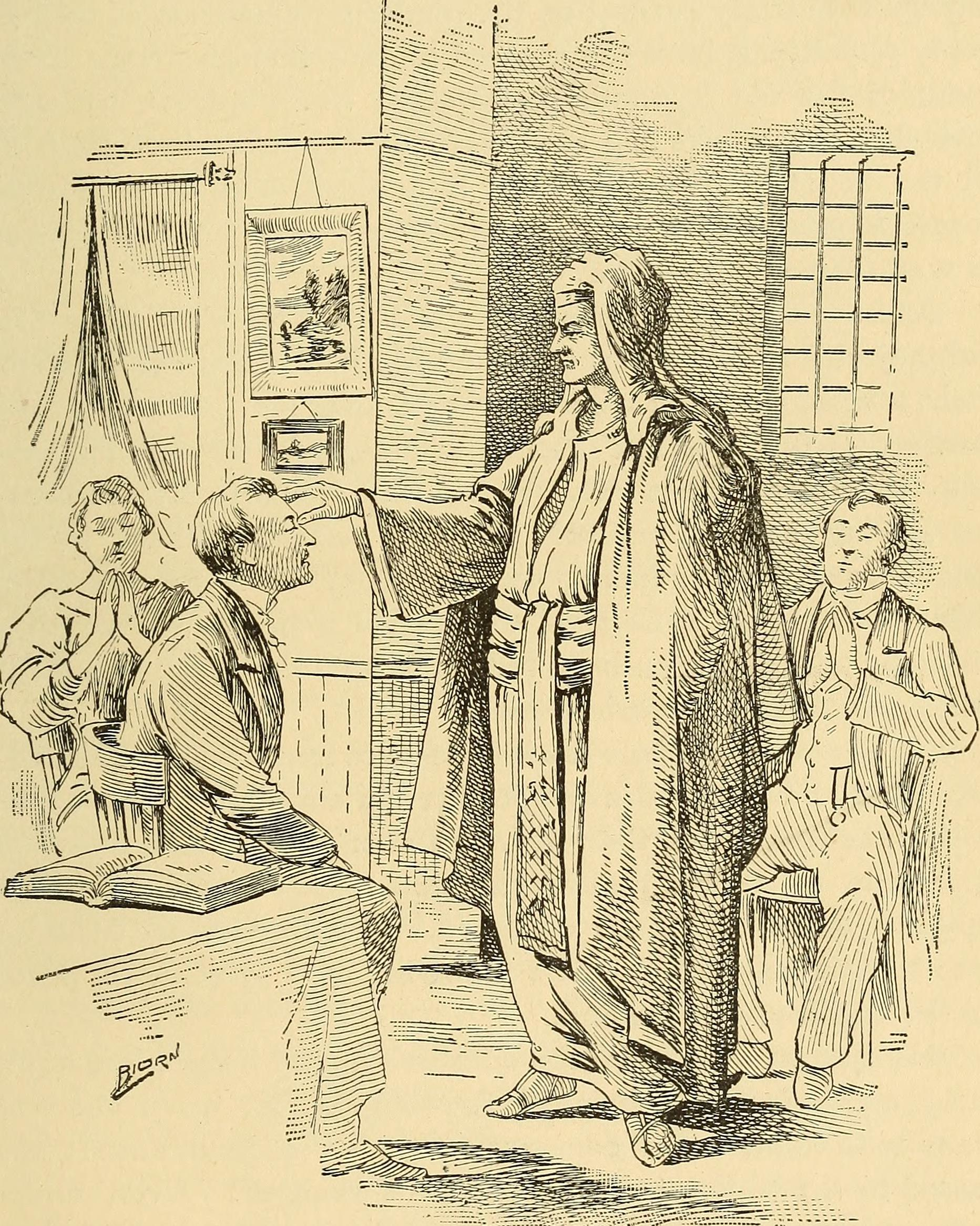
العلاج بالتنويم المغناطيسي

يهدفُ هذا العلاج إلى مساعدة المريض بهذا النوع من الفوبيا عن طريق إعادة برمجة دماغه وعقلنة الأفكار المخيفة حول الدُّمى وتحويلها إلى أفكار إيجابية مبهجة.
الأدوية:
على الرغم من عدم وجود أدوية تمت الموافقة عليها من قبل إدارة الغذاء والدواء (ال FDA) لعلاج الرهاب، فقد يصف بعض الأطباء الأدوية المضادة للقلق أو مضادات الاكتئاب للمساعدة في تخفيف الأعراض.